# Essar Oil
Essar Oil é uma companhia petrolífera estatal, sediada em Mumbai, Índia.

## História
A companhia foi estabelecida em 1969, em Bombaim, atual Mumbai.